# Spoorlijn Sablé - Montoir-de-Bretagne
De spoorlijn Sablé - Montoir-de-Bretagne is een gedeeltelijk opgebroken Franse spoorlijn van Sablé-sur-Sarthe naar Montoir-de-Bretagne. De lijn was 179,6 km lang en heeft als lijnnummer 460 000.

## Geschiedenis
De lijn werd in gedeeltes geopend door de Compagnie des chemins de fer de l'Ouest, van Sablé naar Château-Gontier op 25 december 1876, van Château-Gontier naar Segré op 1 oktober 1877, van Segré naar Châteaubriant op 23 december 1877, van Châteaubriant naar Saint-Vincent-des-Landes op 11 april 1881 en van Saint-Vincent-des-Landes naar Montoir-de-Bretagne op 18 mei 1885. Door de aanleg van deze lijn had Compagnie des chemins de fer de l'Ouest een eigen verbinding van Prijs naar Saint-Nazaire zonder gebruik te hoeven maken van het spoornet van Compagnie du chemin de fer de Paris à Orléans. 
Omdat de lijn via de kleinere plaatsen met beperkt verkeer als Château-Gontier, Segré en Châteaubriant liep, werd deze na oprichting van de SNCF in 1938 overbodig. Reizigersverkeer tussen Châteaubriant en Besné-Pontchâteau werd definitief opgeheven op 19 mei 1952, na korte tijd gesloten geweest te zijn tussen april en november 1940. Tussen Sablé en Châteaubriant werd het gestaakt op 3 maart 1969 en tussen Besné-Pontchâteau en Montoir-de-Bretagne op 26 mei 1991.
Goederenvervoer werd stapsgewijs opgeheven vanaf 1971, tussen Saint-Aubin-des-Châteaux - Le Gavre op 7 mei 1971, tussen Le Gavre en Besné-Pontchâteau op 28 mei 1988, tussen Besné-Pontchâteau en Montoir-de-Bretagne op 26 mei 1991, tussen Château-Gontier en Segré op 25 september 1994 en tussen Châteaubriant en Saint-Aubin-des-Châteaux in 2013.
Het gedeelte tussen Sablé en Château-Gontier is in gebruik, tussen Château-Gontier en Besné-Pontchâteau is de lijn opgebroken en vanaf Besné-Pontchâteau tot Montoir-de-Bretagne is de lijn buiten gebruik.

## Aansluitingen
In de volgende plaatsen is of was er een aansluiting op de volgende spoorlijnen:
Sablé-sur-Sarthe
RFN 450 000, spoorlijn tussen Le Mans en Angers-Maître-École
RFN 508 000, spoorlijn tussen Aubigné-Racan en Sablé
Gennes-Longuefuye
RFN 458 000, spoorlijn tussen Laval en Gennes-Longuefuye
Chemazé
RFN 461 000, spoorlijn tussen Chemazé en Craon
Segré
RFN 457 000, spoorlijn tussen Segré en Nantes-État
RFN 518 000, spoorlijn tussen Segré en Angers-Saint-Serge
Pouancé
RFN 462 000, spoorlijn tussen Laval en Pouancé
Châteaubriant
RFN 463 000, spoorlijn tussen Châteaubriant en Ploërmel
RFN 466 000, spoorlijn tussen Châteaubriant en Rennes
RFN 519 000, spoorlijn tussen Nantes-Orléans en Châteaubriant
Saint-Vincent-des-Landes
RFN 464 000, spoorlijn tussen Saint-Vincent-des-Landes en Massérac
Blain
RFN 465 000, spoorlijn tussen Beslé en Blain
RFN 520 000, spoorlijn tussen Blain en La Chapelle-sur-Erdre
Besné-Pontchâteau
RFN 459 300, raccordement van Besné-Pontchâteau
Montoir-de-Bretagne
RFN 515 000, spoorlijn tussen Tours en Saint-Nazaire

## Galerij

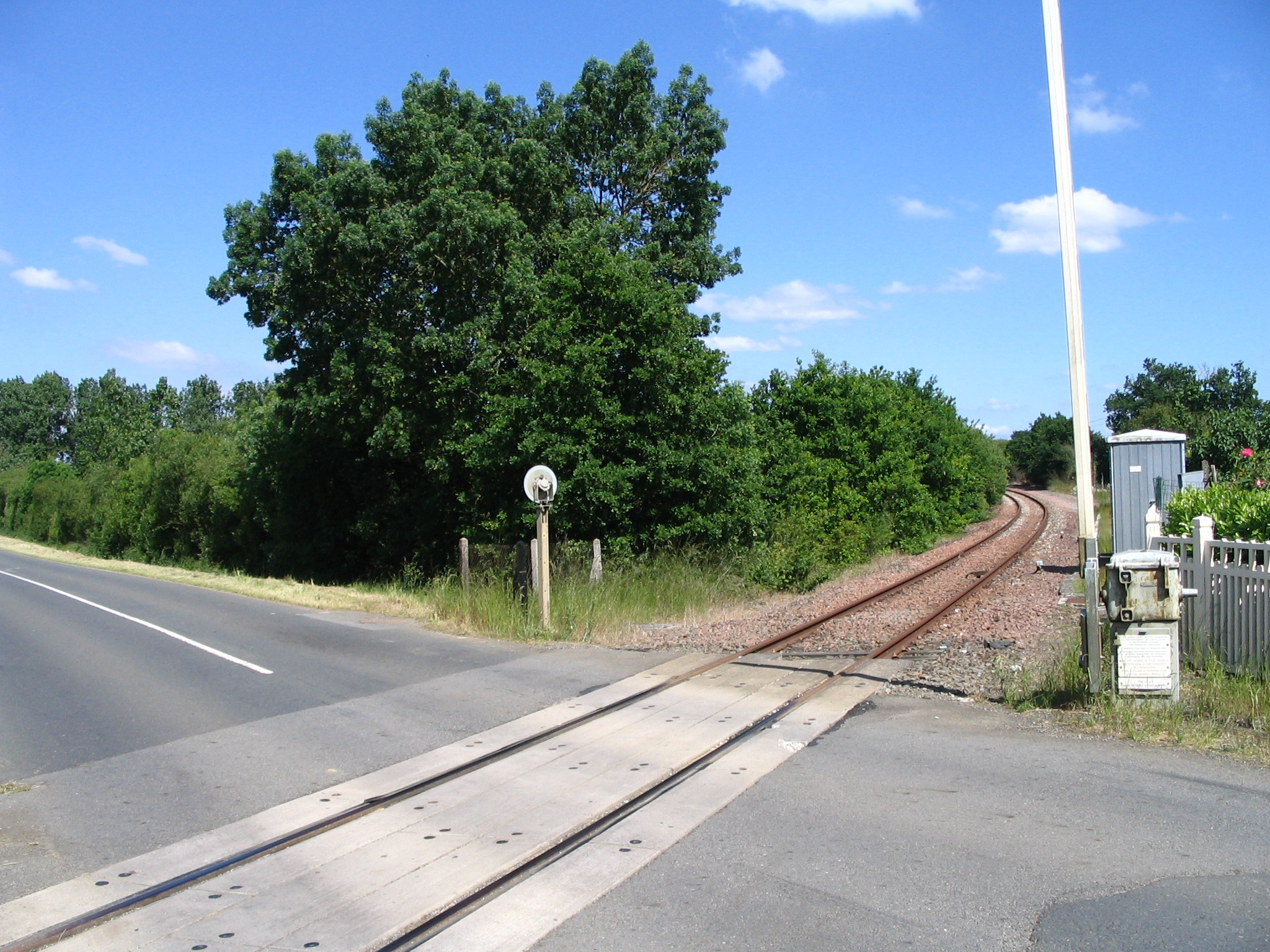
Overweg bij Sablé-sur-Sarthe